# Francisco Rodríguez
Francisco Javier Rodríguez Pinedo (Mazatlán, 20 ottobre 1981) è un ex calciatore messicano, di ruolo difensore.

## Palmarès

### Club

#### Competizioni nazionali
- Campionato messicano: 2

Chivas: Apertura 2006
América: Clausura 2013
- Supercoppa dei Paesi Bassi: 1

PSV Eindhoven: 2008

#### Competizioni internazionali
- Leagues Cup: 1

Cruz Azul: 2019

### Nazionale
- Gold Cup: 2

2011, 2015